# Mylossoma
Mylossoma és un gènere de peixos de la família dels caràcids i de l'ordre dels caraciformes.

## Taxonomia
- Mylossoma acanthogaster (Valenciennes, 1850)[2]
- Mylossoma aureum (Spix & Agassiz, 1829)[3][4]
- Mylossoma duriventre (Cuvier, 1817)[5][6][7][8][9][10][11][12]